# Thomas Fileccia
Thomas Fileccia (* 15. September 1999 in Marseille) ist ein französischer Footballspieler auf der Position des Offensive Tackles, der seit November 2023 in der European League of Football (ELF) bei den Paris Musketeers spielt. Zuvor war er sowohl für die Wroclaw Panthers als auch Milano Seamen aktiv. Er ist französischer Nationalspieler. Mit den Kuopio Steelers gewann er 2020 den Maple Bowl.

## Karriere
Fileccia startete seine Karriere mit 17 Jahren bei den Marseille Blue Stars, nachdem er Madden auf der PlayStation gespielt hatte. Seit 2019 spielte er im Ausland, absolvierte aber immer wieder Spiele für die Blue Stars.
Ab 2019 spielte er in Finnland, zuerst bei den United Newland Crusaders, 2020 dann bei den Kuopio Steelers. Mit den Steelers gewann er die finnische Meisterschaft. Zur Saison 2021 wechselte er zu den Berlin Rebels in der German Football League.
In der Saison 2022 spielten er erstmals in der ELF, bei den Wroclaw Panthers. 2023 wechselte er zu den Milano Seamen, die den Franzosen zur Premieren-Saison in der ELF verpflichteten. Nach 24 Spielen in der ELF im Ausland kehrte Fileccia in seine französische Heimat zurück. Im November gaben die Paris Musketeers die Verpflichtung bekannt.